# Осипова Ірина Вікторівна
Осипова Ірина Вікторівна (25 червня 1981) — радянська баскетболістка.
Олімпійська чемпіонка 2003, 2007, 2011 років, срібна призерка 2001, 2002, 2006, 2009 років, бронзова призерка 2004, 2008 років, учасниця 2012 року.